# Yorktown-klass (hangarfartyg)
Yorktown-klass var en amerikansk fartygsklass som bestod av tre hangarfartyg i amerikanska flottan. Fartygen slutfördes kort före andra världskriget. De drabbades hård av tidiga insatser i kriget och den enda överlevande av klassen skulle bli det mest dekorerade fartyget i amerikanska flottans historia.

## Utveckling
Lärdomarna från operationer med den stora slagkryssarkonvertering av Lexington-klassen i jämförelse med den mindre specialbyggda Ranger hade lärt flottan att stora hangarfartyg var mer operativt flexibla och överlevande än mindre. Som ett resultat av denna erfarenhet, byggde den amerikanska flottan Yorktown och Enterprise. De beställdes 1937 och 1938. Dessa var snabba och mångsidiga och kunde bära över 80 stridsflygplan, nästan lika många som det mycket större Lexington-klassen.
Med tillägg av den 14 700 ton tunga Wasp, en förminskad version av klassen, använde den amerikanska flottan upp sin 135 000 tons gräns på hangarfartyg som fastställts i och med Washingtonfördraget. Skrotning av avtalssystemet år 1937 tillät USA att börja bygga flera hangarfartyg och den första av detta nya program var Hornet, en annan av samma klass, som togs i tjänst 1941. Förbättringar av Yorktown-designen och friheten från Washingtonfördragets begränsningar ledde till utvecklingen av Essex-klassen.
Inte ofta bar Yorktown-klassen en sällan använt katapult på hangardäcknivå. Denna katapult togs bort på samtliga följande hangarfartygsklasser då den var relativt meningslös i drift. Katapulten togs bort från Enterprise och Hornet i slutet av juni 1942.

## Fartyg i klassen
| Namn       | Nummer | Kölsträckt        | Sjösatt (beskyddare)                      | I tjänst (första befälhavare)               | Öde                                                          |
| ---------- | ------ | ----------------- | ----------------------------------------- | ------------------------------------------- | ------------------------------------------------------------ |
| Yorktown   | CV-5   | 21 maj 1934       | 4 april 1936 (Mrs. Franklin D. Roosevelt) | 30 september 1937 (Kapten Ernest McWhorter) | Förlorad i slaget vid Midway, 5 juni 1942                    |
| Enterprise | CV-6   | 16 juli 1934      | 3 oktober 1936 (Mrs. Claude Swanson)      | 12 maj 1938 (Kapten N. H. White, Jr.)       | Såld som skrot 1 juli 1958 till Lipsett, Inc. för $1 561 333 |
| Hornet     | CV-8   | 25 september 1939 | 14 december 1940 (Mrs. Frank Knox)        | 20 oktober 1941 (Kapten Marc Mitscher)      | Förlorad i slaget vid Santa Cruz Islands 26 oktober 1942     |